# نوشگاه
نوشگاه (به انگلیسی: nectaire) عضو ترشح کنندهٔ نوعی مادهٔ قندی به نام نوش است که بر روی نهنج گل به صورت برجسته یا به شکل حلقوی (در قسمت داخل یا خارج پایهٔ پرچم‌ها) دیده می‌شود یا آنکه ممکن است به صورت صفحهٔ قرصی شکل و غیره درآید. در بعضی گیاهان تیره آلاله جام گل از تغییر شکل پرچم‌ها به اعضای مولد نوش که کم و بیش ظاهر گلبرگ مانند دارند، حاصل می‌شود.